# 峇厘岛

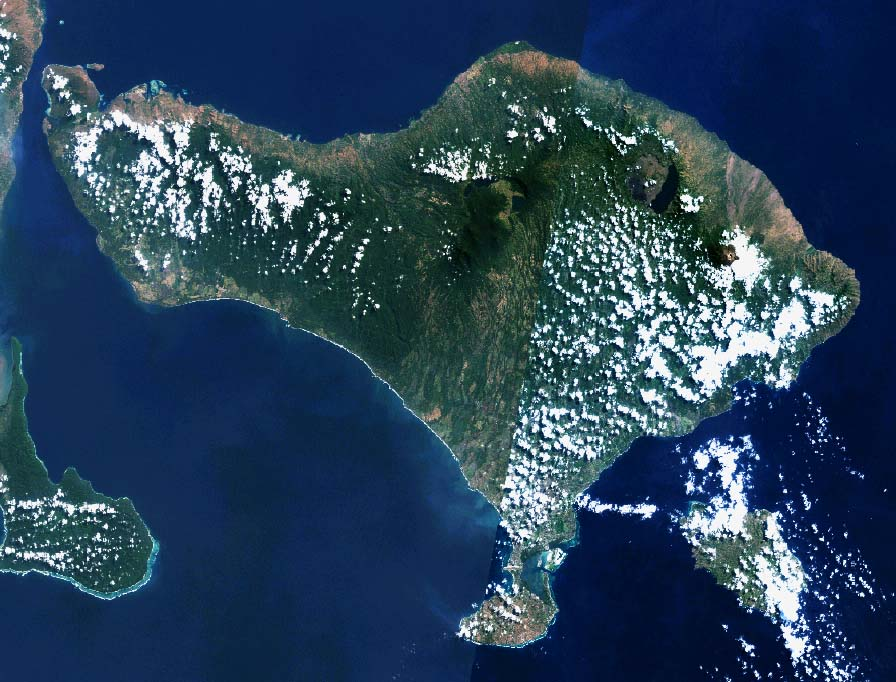
峇厘岛衛星圖

是小巽他群岛島嶼，屬印度尼西亚峇里省。又稱眾神之島、千廟之島。

## 地理

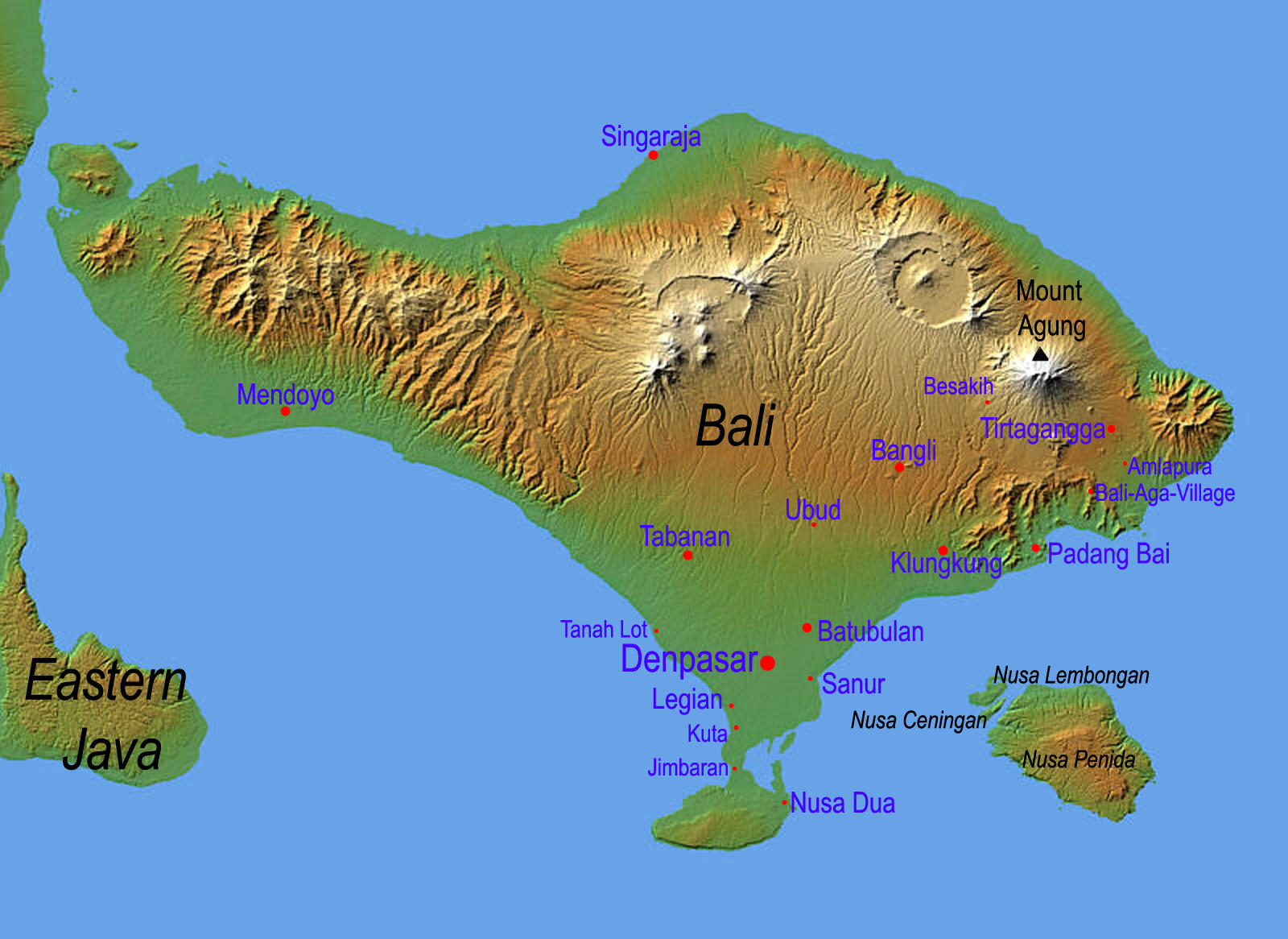
峇厘岛地形圖

峇厘島居爪哇岛以東，龙目岛以西。距爪哇島東端1.6公里。最高點是海拔3,142公尺的阿贡火山。